# Zakłady Mleczarskie K. Henneberga

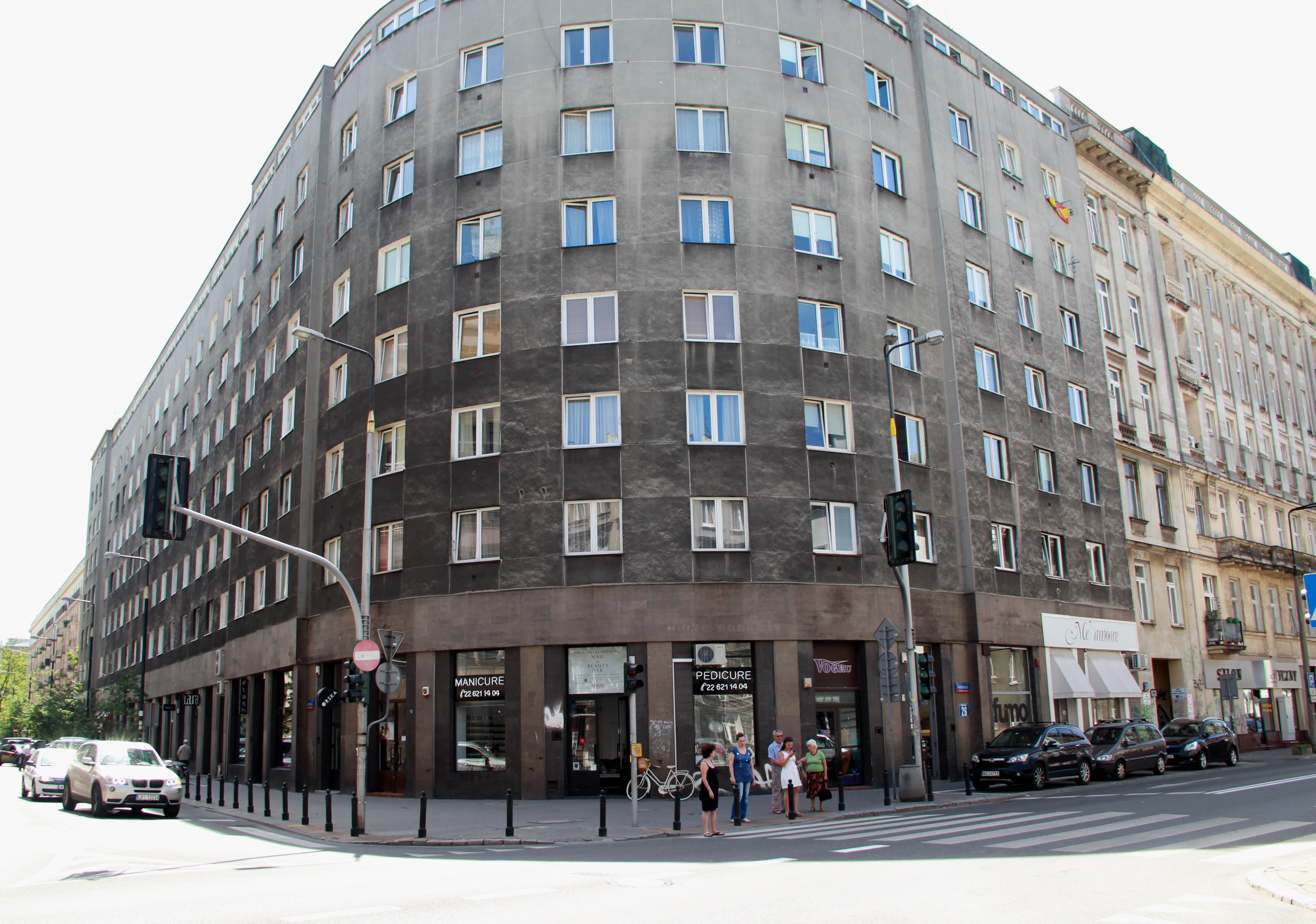
Anstelle der Molkerei (vormals: ul. Koszykowa 25) befindet sich heute ein Wohngebäude (ul. Mokotowska 26)

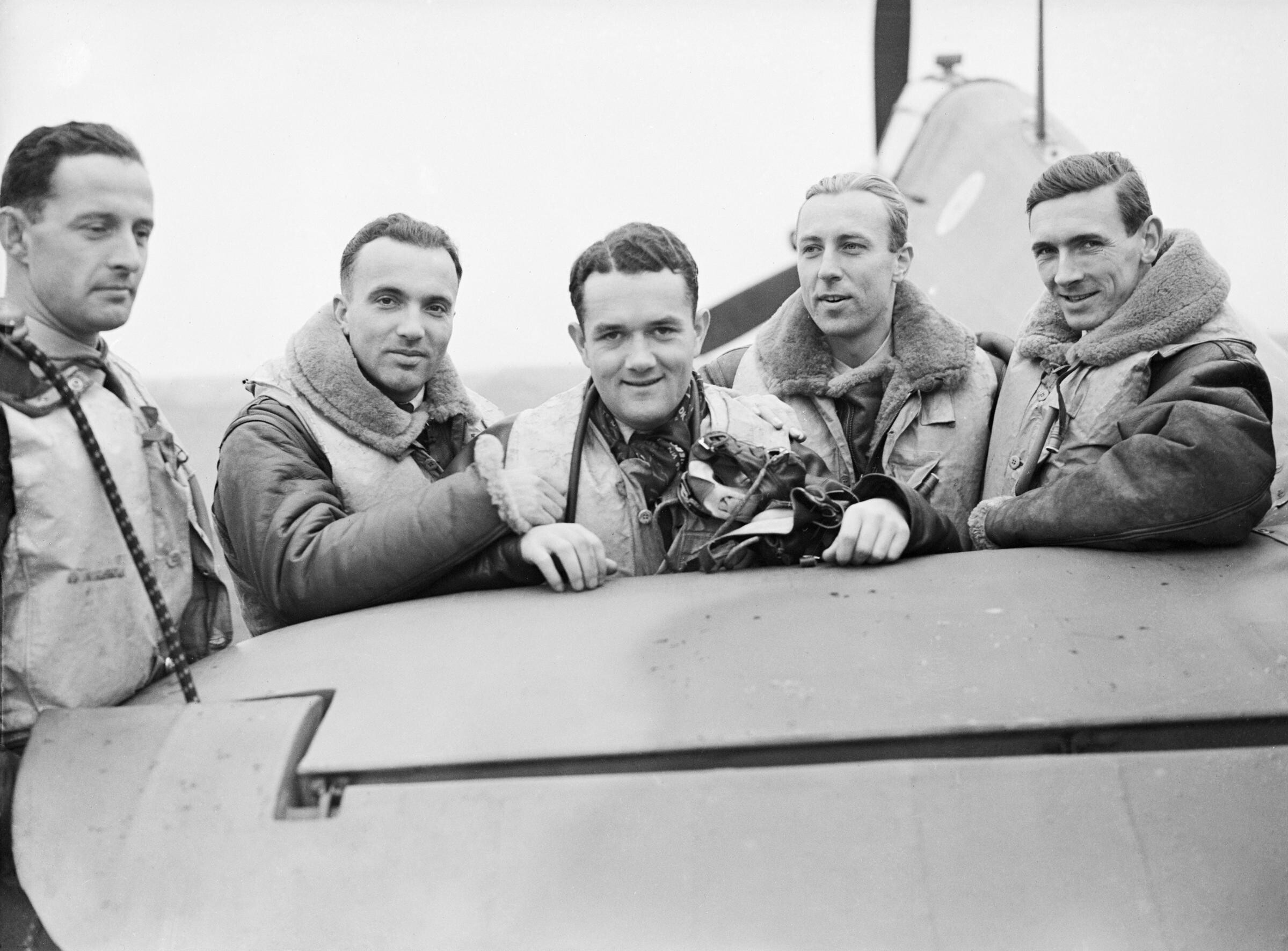
Der jüngste Sohn des Molkereibesitzers Adolf Romuald Henneberg (1874–1937) war Zdisław Henneberg (1911–1941, Zweiter von rechts), der im Zweiten Weltkrieg bei der Polish Fighter Squadron No. 303 der britischen Royal Air Force diente und fiel

Die Zakłady Mleczarskie K. Henneberga (deutsch: Molkerei K. Henneberg), später Zakłady Mleczarskie Romana Rekierta, war die erste in Warschau errichtete Molkerei und befand sich in der ul. Koszykowa 25 im Innenstadtdistrikt der Stadt. Das Unternehmen wurde in der zweiten Hälfte des 19. Jahrhunderts von einem Angehörigen der deutschstämmigen, augsburgisch-evangelischen Familie Henneberg gegründet und blieb bis 1909 in Familienbesitz. Der Betrieb wurde nach dem Zweiten Weltkrieg verstaatlicht und existiert heute nicht mehr.

## Geschichte
Karol Jan Henneberg (1834–1906), ein Sohn von Karol August Henneberg (1808–1864), gründete 1876 die Molkerei in Warschau. Er war Kaufmann sowie Besitzer eines Gutes in der Nähe von Mińsk Mazowiecki, auf dem er milchertragsreiche Kühe züchtete. Hennebergs Brüder Juliusz (1835–1907) und Wilhelm (1844–1917) Henneberg hatten bereits 1857 – ebenfalls in Warschau – die Tafelgeschirrfabrik „Bracia Henneberg“ – Fabryka Platerów gegründet.
Die Henneberg-Molkerei verfügte zunächst über 2 Verkaufsstellen – in der ul. Rymarskiej 2 sowie in der damaligen ul. Hr. Berga 2. Im Jahr 1890 wurde dann ein neuerrichtetes Produktionsgebäude in der ul. Koszykowa bezogen. Der Jahresumsatz des Unternehmens betrug in den 1890er Jahren etwa 47.000 Rubel. In der Produktion wurden 50 Personen beschäftigt, weitere 12 als Fuhrleute. Dazu gab es Personal in den unternehmenseigenen Verkaufsstellen. Das Unternehmen verfügte über drei Gasmaschinen mit einer Gesamtleistung von 160 PS, mittels derer die Verarbeitungsanlagen der Molkerei betrieben wurden.
Die Molkerei gehörte zu den modernsten Unternehmen dieser Art im Weichselland. Erstmals wurde hier die industrielle Herstellung von Milchpulver für Säuglinge realisiert. Das Pulver wurde unter der Marke Albuminozy Henneberga (deutsch: Hennebergs Albuminose) in Apotheken und Kolonialwarenläden vertrieben. Eine Anzeige der Zeit beschrieb den Nutzen des Produktes:

„Albuminoza wplywa na szybki przyrost wagi, ulatwia ząbkowanie i wzmacnia mięśnie i kości, usuwając w ten sposób tak bardzo rozpowszechniuną krzywicę (chorobę angielską). Jako pokarm najłatwiej strawny i bardzo pożywny, Albuminoza nadaje się również dla osób wszelkiego wieku, osłabionych długotrwalą chorobą, dla chorych na blednicę, niedokrwistość, gruźlicę i wycieńczenie z jakichkolwiek bądź powodowo
deutsch: Albuminose führt zu einer schnellen Gewichtszunahme, fördert die Zahnbildung, stärkt Muskeln und Knochen und verhindert Rachitis (bekannt als Englische Krankheit). Als Nahrungsmittel leicht verdaulich und sehr nahrhaft, ist Albuminose auch für Menschen jeden Alters geeignet, die durch langandauernde Krankheiten geschwächt sind, auch für Patienten mit Chlorose, Anämie, Tuberkulose und Erschöpfungen jederlei Ursache.“

Die Molkerei belieferte Konsumenten im Warschauer Stadtgebiet. Eine im Abonnement bestellte Flasche Kefir kostete kurz vor Ausbruch des Ersten Weltkriegs 8 Kopeken. Es wurden auch Milch, Butter, Sahneprodukte, Käse sowie Eier angeboten. Darüber hinaus entstand ein Netz von Milchtrinkhallen, die als Mleczarniami Henneberga (deutsch: Hennebergsche Milchläden) bezeichnet wurden. In diesen Milchtrinkhallen wurden zur Bezahlung der Kellner unternehmenseigene Münzen ausgegeben; ein solches Münzensystem (Gegenwert einer Münze: 1/2 Liter Milch) wurde auch bei der Hausbelieferung eingesetzt.
Adolf Romuald (1874–1937), ein Sohn von Karol Jan Henneberg, übernahm das väterliche Unternehmen. Der neue Unternehmer investierte in eine umfangreiche Modernisierung und Ausbau der Fabrikationsanlagen. Eine maschinell angetriebene Milchzentrifuge und ein Kühlbecken zur Herunterkühlung der Milch auf etwa 3 Grad wurden angeschafft. Auch wurden ein aus Paris importierter Homogenisator nach dem System von Auguste Gaulin, eine Flaschenspülanlage (Kapazität: 100 Flaschen/Stunde), eine Aluminiumdeckel-Flaschenverschlussanlage, ein Sahne-Kühlgerät sowie Eismaschinen installiert. Ebenfalls wurde ein modernes Labor eingerichtet. Die Investitionen sollten zu einer Umsatzsteigerung auf 300–400.000 Rubel/Jahr führen. Dieses Ziel wurde nicht erreicht, und 1909 stand Henneberg kurz vor dem Bankrott. Er verkaufte die Molkerei an den Betriebsleiter Roman Rekiert und den Gutsbesitzer Henryk Koźmiński. Es kam zur Umfirmierung in die Kommanditgesellschaft Roman Rekiert i Ska. Nach dem Zweiten Weltkrieg wurde das Unternehmen verstaatlicht und später liquidiert.